# Andreas Wenzel
 (avril 2019).
Si vous disposez d'ouvrages ou d'articles de référence ou si vous connaissez des sites web de qualité traitant du thème abordé ici, merci de compléter l'article en donnant les références utiles à sa vérifiabilité et en les liant à la section « Notes et références ».
Andreas Wenzel, né le 18 mars 1958 à Planken, est un ancien skieur alpin liechtensteinois. Il est le frère des skieuses alpines Hanni Wenzel et Petra Wenzel, l'oncle de Tina Weirather et le beau-frère de Harti Weirather.
Il est le porte-drapeau du Liechtenstein aux Jeux olympiques d'hiver de 1988.

## Palmarès

### Jeux olympiques
| Édition / Épreuve   | Descente | Slalom géant | Slalom  |
| ------------------- | -------- | ------------ | ------- |
| JO 1976 Innsbruck   | 28e      | 20e          | 10e     |
| JO 1980 Lake Placid | 20e      | Argent       | 12e     |
| JO 1984 Sarajevo    | —        | Bronze       | Abandon |

### Championnats du monde
| Édition / Épreuve                    | Descente | Super G                          | Slalom géant | Slalom  | Combiné |
| ------------------------------------ | -------- | -------------------------------- | ------------ | ------- | ------- |
| Mondiaux 1974 Saint-Moritz           | —        | Épreuve inexistante à cette date | 36e          | —       | —       |
| JO 1976 Innsbruck                    | 28e      | Épreuve inexistante à cette date | 20e          | 10e     | 5e      |
| Mondiaux 1978 Garmisch-Partenkirchen | 13e      | Épreuve inexistante à cette date | Argent       | 8e      | Or      |
| JO 1980 Lake Placid                  | 20e      | Épreuve inexistante à cette date | Argent       | 12e     | Argent  |
| Mondiaux 1982 Schladming             | —        | Épreuve inexistante à cette date | Abandon      | Abandon | —       |
| Mondiaux 1985 Bormio                 | —        | Épreuve inexistante à cette date | Abandon      | Abandon | 4e      |
| Mondiaux 1987 Crans-Montana          | —        | Abandon                          | —            | Abandon | —       |

### Coupe du monde
- Vainqueur du classement général en 1980
  - Vainqueur de la coupe du monde de combiné en 1984 et 1985
  - 14 victoires : 1 super-G, 3 géants, 4 slaloms et 6 combinés
  - 47 podiums toutes disciplines confondues (record de podiums en combiné : 24 podiums)

#### Différents classements en Coupe du monde
| Année/Classement | Année/Classement | Général | Général | Descente | Descente | Slalom | Slalom | Géant  | Géant  | Super-G | Super-G | Combiné | Combiné |
| ---------------- | ---------------- | ------- | ------- | -------- | -------- | ------ | ------ | ------ | ------ | ------- | ------- | ------- | ------- |
| Année/Classement | Année/Classement | Class.  | Points  | Class.   | Points   | Class. | Points | Class. | Points | Class.  | Points  | Class.  | Points  |
| 1977             | 1977             | 21e     | 42      | -        | -        | 16e    | 9      | 11e    | 27     | -       | -       | -       | -       |
| 1978             | 1978             | 3e      | 100     | -        | -        | 7e     | 30     | 2e     | 100    | -       | -       | -       | -       |
| 1979             | 1979             | 6e      | 148     | -        | -        | 15e    | 41     | 7e     | 74     | -       | -       | -       | -       |
| 1980             | 1980             | 1er     | 204     | 13e      | 23       | 8e     | 51     | 4e     | 71     | -       | -       | 2e      | 65      |
| 1981             | 1981             | 7e      | 130     | 33e      | 9        | 17e    | 28     | 16e    | 38     | -       | -       | 2e      | 55      |
| 1982             | 1982             | 5e      | 129     | -        | -        | 13e    | 32     | 11e    | 36     | -       | -       | 2e      | 60      |
| 1983             | 1983             | 3e      | 177     | 30e      | 7        | 3e     | 92     | 12e    | 38     | -       | -       | 5e      | 40      |
| 1984             | 1984             | 4e      | 191     | 37e      | 3        | 6e     | 60     | 8e     | 58     | -       | -       | 1er     | 90      |
| 1985             | 1985             | 3e      | 172     | 35e      | 1        | 4e     | 75     | 14e    | 31     | -       | -       | 1er     | 76      |
| 1986             | 1986             | 14e     | 119     | 40e      | 6        | 12e    | 43     | 22e    | 12     | 22e     | 8       | 5e      | 50      |
| 1987             | 1987             | 19e     | 63      | -        | -        | 28e    | 10     | 19e    | 15     | 13e     | 18      | 2e      | 20      |
| 1988             | 1988             | 55e     | 18      | -        | -        | -      | -      | 21e    | 9      | 19e     | 9       | -       | -       |

#### Détail des victoires
| Édition / Épreuve | Slalom        | Géant                       | Super-G  | Combiné                                          | Total |
| 1978              | -             | Adelboden Waterville Valley | -        | -                                                | 2     |
| 1980              | Kitzbühel     | Oberstaufen                 | -        | / Kitzbühel/Lenggries                            | 3     |
| 1981              | -             | -                           | -        | / Val d'Isère/Ebnat-Kappel                       | 1     |
| 1983              | Tärnaby       | -                           | -        | -                                                | 1     |
| 1984              | Kranjska Gora | -                           | Garmisch | Val Gardena/Madonna di Campiglio / Wengen/Parpan | 4     |
| 1985              | La Mongie     | -                           | -        | Madonna di Campiglio Kitzbühel                   | 3     |
| Total             | 4             | 3                           | 1        | 6                                                | 14    |

### Arlberg-Kandahar
- K de diamant
  - Vainqueur du super-G 1984 à Garmisch